# Ordre de Léopold II
Pour les articles homonymes, voir Ordre de Léopold (homonymie).
L'ordre de Léopold II est un ordre du royaume de Belgique créé le 24 août 1900 par le roi Léopold II en tant que souverain de l'État indépendant du Congo.  En 1908, l'Ordre a été intégré dans l'ensemble des décorations belges.
Il se situe en troisième position dans la hiérarchie des ordres nationaux décernés actuellement en Belgique, après l’ordre de Léopold, premier ordre  national, et l’ordre de la Couronne. De nos jours, il est attribué aux civils et aux militaires pour services exceptionnels envers le roi et en tant que « signe de son estime personnelle ».
Les chevaliers doivent avoir quarante ans. L'ordre des chevaliers est géré par le ministère des Affaires étrangères.

## Historique

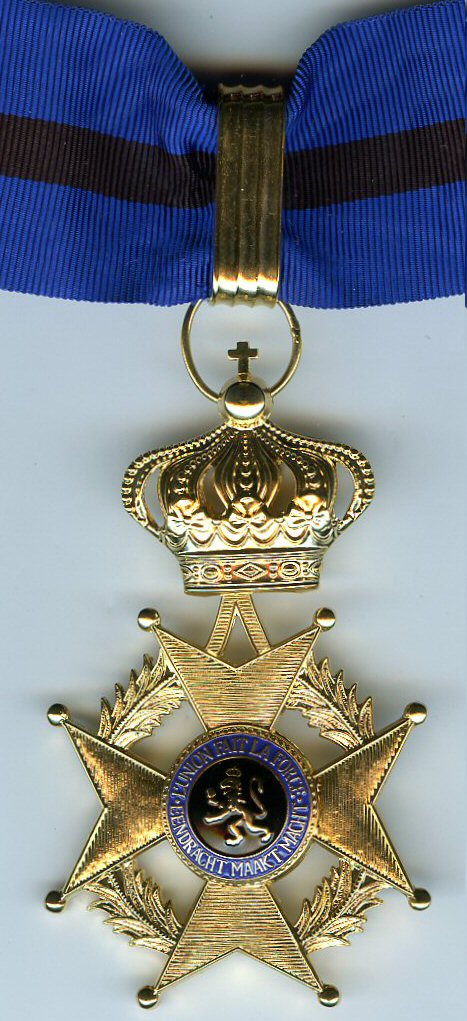
Pendentif de l'ordre de Léopold II (commandeur).

Initialement, le décret du 24 août 1900 prévoyait trois classes pour l’ordre de Léopold II avec une croix en or pour les décorés de la première classe, une croix en argent pour ceux de la deuxième classe et des médailles en or, argent et bronze pour la troisième classe.
Un second décret datant du 1er mai 1903 transforma  la structure de l’ordre pour en faire ce que nous connaissons encore aujourd’hui, c’est-à-dire un ordre à cinq classes (grands-croix, grands officiers, commandeurs, officiers et chevaliers) et trois médailles (or, argent et bronze).
Le transfert de l’ordre de Léopold II de l’État indépendant du Congo à la Belgique s’est opéré en 1908, non par une loi ou un décret mais simplement par le remplacement de la devise « Travail et Progrès » sur l’écusson des médailles de l’ordre par celle de la Belgique, « L’union fait la force ». La devise était à ce moment-là unilingue.
L’arrêté royal du 24 octobre 1951 relatif a l'emploi des langues pour les inscriptions sur les insignes des décorations a eu pour effet le remplacement de la devise unilingue par une devise bilingue « L’union fait la force – Eendracht maakt macht » sur toutes les décorations de l’ordre de Léopold II.  Depuis lors, plus aucune modification n’a été apportée à l’aspect des décorations.

## Structure
L'ordre comporte huit classes :
- Grand-croix
- Grand officier
- Commandeur
- Officier
- Chevalier

- Médaille d'or
- Médaille d'argent
- Médaille de bronze